# Tipula (Eumicrotipula) chilota
Tipula (Eumicrotipula) chilota is een tweevleugelige uit de familie langpootmuggen (Tipulidae). De soort komt voor in het Neotropisch gebied.